# Сенжерменски споразум (1635)
Споразум у Сен Жермену је потписан 26. и 27. октобра 1635. између француског краља Луја XIII и Бернарда, војводе Саске и Вајмара, којим се специфира да ће француска држава финансирати Бернардову протестантску војску од 12.000 пјешака и 6.000 коњаника у борби против аустријских снага током Тридесетогодишњег рата.